# Angela Sommer-Bodenburg
Angela Sommer-Bodenburg (født 18. december 1948 i Reinbek, Tyskland) er en tysk forfatter, kendt blandt andet for bogserien om "Den lille vampyr".
Angela Sommer-Bodenburg har boet i USA siden 1992, sammen med sin mand.[kilde mangler]

## Udvalgt bibliografi
Den lille vampyr-serien
- Den lille vampyr møder Anton (1984) (org. Der Kleine Vampir, 1979)
- Den lille vampyr flytter (1984) (org. Der kleine Vampir zieht um, 1980)
- Den lille vampyr på rejse (1985) (org. Der Kleine Vampir verreist, 1982)
- Den lille vampyr på landet (1985) (org. Der Kleine Vampir auf dem Bauernhof, 1983)
- Den lille vampyr og den store kærlighed (1986) (org. Der Kleine Vampir und die grosse Liebe, )
- Den lille vampyr i fare (1986) (org. Der Kleine Vampir in Gefahr, 1985)
- Den lille vampyr i Jammerdalen (1987) (org. Der Kleine Vampir im Jammertal, 1986)
- Den lille vampyr læser højt (1989) (org. Der Kleine Vampir liest vor, 1988)

## Filmatiseringer
I 2000 udkom spillefilmen Min ven vampyren instrueret af Uli Edel og i 2017 animationsfilmen Den lille vampyr, instrueret af Richard Claus og Karsten Kiilerich.